# Військова колегія
Військова колегія - вищий орган військового управління (колегія) в Російській імперії протягом XVIII століття, одна з колегій, заснованих Петром I.

## Історія
Започаткована за указом Петра I у 1719 році, за прикладом іноземних держав для управління військово-сухопутними силами. 1 січня 1720 року вона почала працювати. У ній були президент, віце-президент, 4 радники (в генеральських чинах) і 4 асесори (в полковницьких чинах). При Військовій колегії складалася своя канцелярія, що поділялася на експедиції із завідування кавалерією та інфантерією, у гарнізонних справах, з управління фортифікацією та артилерією, з ведення журналів вхідних та вихідних паперів. Порядок провадження справ визначався генеральним регламентом від 28 лютого (10 березня) 1720 року. У 1720 році у Військовій колегії вважалося 13 класних чиновників, 47 канцелярських та 8 інших служителів, до колегії також було прикріплено 454 солдата та унтер-офіцера. У 1720 році у Військовій колегії служили три іноземці, проте 82 штатні місця в колегії ще залишалися вакантними через брак кваліфікованих фахівців.
Військова колегія ділилася на три експедиції: а) армійську, б) гарнізонну та в) артилерійську та фортифікаційну. Понад те при ній були генерал-аудитор, генерал-фіскал і обер-аудитор. За законністю ухвалення рішень у справах у Військовій колегії спостерігав прокурор, безпосередньо підпорядкований генерал-прокурору.
Згодом, коли зі збільшенням кількості формувань у військах мали збільшитися і обов'язки вищого військового управління, при військовій колегії засновані нові експедиції. У 1798 році вона ділилася на експедиції армійську, гарнізонну, іноземну, рекрутську, ремонтну та навчальну; крім того, при ній складалися експедиції військова, лічильна, інспекторська, комісаріатська, провіантська та артилерійська, генерал-аудиторіат, креслярська з архівом та московське артилерійське депо.
Через кілька десятиліть (7 вересня 1802 року) при Олександрі I військова колегія перетворена на військове міністерство.